# Zdeněk Poláček
Zdeněk Poláček (* 1937) je bývalý český hokejový obránce.

## Hokejová kariéra
V československé lize hrál za ZJS Zbrojovka Spartak Brno, Duklu Jihlava a TJ Gottwaldov.

## Klubové statistiky
| Sezona    | Klub                       | Soutěž  | Základní část | Základní část | Základní část | Základní část | Základní část |
| Sezona    | Klub                       | Soutěž  | Z             | G             | A             | B             | TM            |
| --------- | -------------------------- | ------- | ------------- | ------------- | ------------- | ------------- | ------------- |
| 1954/1955 | ZJS Zbrojovka Spartak Brno | 1. liga | -             | -             | -             | -             | -             |
| 1956/1957 | Dukla Olomouc              | 2. liga | -             | -             | -             | -             | -             |
| 1957/1958 | Dukla Jihlava              | 1. liga | -             | -             | -             | -             | -             |
| 1958/1959 | Dukla Jihlava              | 1. liga | -             | -             | -             | -             | -             |
| 1959/1960 | Dukla Jihlava              | 1. liga | -             | -             | -             | -             | -             |
| 1960/1961 | Dukla Jihlava              | 1. liga | -             | -             | -             | -             | -             |
| 1961/1962 | Dukla Jihlava              | 1. liga | -             | -             | -             | -             | -             |
| 1962/1963 | Dukla Jihlava              | 1. liga | -             | -             | -             | -             | -             |
| 1963/1964 | Dukla Jihlava              | 1. liga | -             | -             | -             | -             | -             |
| 1964/1965 | TJ Gottwaldov              | 1. liga | 31            | 3             | 1             | 4             | 22            |
| 1965/1966 | TJ Gottwaldov              | 1. liga | 27            | 2             | 0             | 2             | 14            |
| 1966/1967 | TJ Gottwaldov              | 1. liga | 30            | 1             | 0             | 1             | 0             |